# Резолюция Совета Безопасности ООН 38
Резолюция Совета Безопасности ООН 38 — резолюция, принятая 17 января 1948 года. Совет заслушав заявления представителей правительств Индии и Пакистана по поводу ситуации в Кашмире, обратился с призывом к обоим правительствам немедленно принять все необходимые меры, включая открытое обращения к своим народам, направленные на улучшения ситуации, и воздержаться от любых заявлений и действий, которые могут ухудшить сложившуюся ситуацию. Также Совет предложил обоим правительствам немедленно сообщать о любом существенном изменении в положении и консультироваться с Советом по этому вопросу.
Данная резолюция была первой резолюцией принятой Советом Безопасности ООН из 23 резолюций в период с 1948 по 1971 года, касающихся данного вопроса и некоторые политологи считают, что всё это было не эффективным.

## Голосование
Резолюция была принята 9 голосами. Советский Союз и Украина воздержались от голосования.

## Предыстория
После получения Индией независимости от Соединённого Королевства и раздела Индии на два государства, в регионе Джамму и Кашмир начался конфликт об принадлежности территории данного княжества между Индией, Пакистаном и временным правительством княжества Кашмир. Оба государства ввели свои войска на данную территорию.

## Последствия
Конфликт так и не был разрешен мирным путем и позже перерос в Первую индо-пакистанскую войну.